# Niége Dias
Niége Dias (Porto Alegre, 5 de dezembro de 1966) é uma tenista profissional brasileira que atuou na década de 1980 e é considerada um dos oito maiores tenistas brasileiros da Era Aberta.
Conseguiu uma façanha no tênis brasileiro ao chegar a ser a número 31 de simples no ranking da Associação de Tênis Feminino (WTA) em 1988, não sendo considerada a melhor tenista brasileira porque Maria Esther Bueno, que jogou na década de 1950, faturou inúmeros títulos de simples, de duplas e vários Grand Slams e, na época, não havia um ranking oficial do circuito, que começou a vigorar em 1977.

## Trajetória esportiva
Em 1985 jogou seu primeiro Grand Slam, em Wimbledon, mas não passou da primeira rodada. O mesmo ocorreu em Roland-Garros e no Aberto dos Estados Unidos. Sua melhor campanha em um Grand Slam foi a terceira rodada em Roland Garros, em 1989, perdendo para a estadunidense Mary Joe Fernandez. O único Grand Slam que não disputou foi o Aberto da Austrália.
Ganhou dois títulos de simples: o Brasil Open em 1987, no Guarujá, batendo Patrícia Medrado; e, em 1988, no saibro, em Barcelona.Em duplas, ao lado de Patrícia Medrado, ganhou um título da WTA em 1986, em São Paulo.
Ganhou dois ITFs de simples e também dois de duplas e, de 1985 a 1988, ajudou o Brasil na Fed Cup.
Em 1989, quando estava no auge da carreira, aos 22 anos, Niége resolveu se aposentar porque “queria fazer outras coisas fora do tênis”, ter uma vida normal. Ela estava inscrita em dois Grand Slams em 1990 - Roland Garros e Wimbledon - mas nem assim se animou a participar. Nunca mais jogou profissionalmente e, por fim, virou técnica.
Niége casou com o ex-tenista profissional Luís Carlos Enck, o Biba, que era seu técnico.

## Rankings
Simples
- 1987 em 116°
- 1988 em 31° (5 de dezembro)[2]
- 1989 em 97°

Duplas
- 1987 em 92°

## Erro no nome
A tenista sempre constou nos rankings da WTA com o nome incorreto "Neige Dias", sendo desta maneira encontrada nos históricos disponíveis da WTA e ITF:
| “ | Você, por exemplo, não vai encontrar “Niege Dias”. Com sorte, acabei por lembrar que o nome da gaúcha sempre foi grafado erradamente quando eu recebia os rankings (então quinzenais) por fax e daí achei: “Neige Dias”, como aliás, também é a única forma de achá-la no site da ITF. (José Nilton Dalcim) | ” |